# Jardin Nicole-Maestracci
Ne doit pas être confondu avec Square Léon-Serpollet.
Le jardin Nicole-Maestracci, anciennement jardin Serpollet, est un espace vert du 20e arrondissement de Paris, dans le quartier de Charonne.

## Situation et accès
Le jardin est situé à l'angle du boulevard Davout, de la rue Serpollet, dont il occupe le côté impair, et la rue Louis-Lumière, dans le secteur du projet urbain Python-Duvernois,.
La piscine Yvonne-Godard se trouve à proximité.

## Origine du nom
Le jardin porte le nom de Nicole Maestracci (1951-2022), magistrate et membre du Conseil constitutionnel.

## Historique
Le « jardin Serpollet », du nom de la rue Serpollet voisine, a fait l'objet, en 2020, d'une rénovation et d'une extension, passant de 768 à 1 650 m2.
Il devenu le « jardin Nicole-Maestracci » par délibération des 14, 15, 16 et 17 mars 2023 du Conseil de Paris.